# الإدارة عن بعد (حوسبة)
الإدارة عن بعد بالإنجليزية: (Remote administration) تشير الإدارة عن بُعد إلى أي طريقة للتحكم في الكمبيوتر من موقع بعيد. أصبحت البرامج التي تسمح بالإدارة عن بُعد شائعة بشكل متزايد وغالبًا ما يتم استخدامها عندما يكون من الصعب أو غير العملي أن تكون بالقرب من نظام ما من أجل استخدامه. قد يشير الموقع البعيد إلى جهاز كمبيوتر في الغرفة المجاورة أو واحد على الجانب الآخر من العالم. قد يشير أيضًا إلى الإدارة عن بُعد القانونية وغير القانونية (أي القرصنة) (انظر المملوكة وTrojan).

## المتطلبات

### اتصال بالإنترنت
يمكن إدارة أي جهاز كمبيوتر متصل بالإنترنت أو TCP / IP أو على شبكة محلية عن بعد.
بالنسبة للإدارة غير الضارة، يجب على المستخدم تثبيت برنامج الخادم أو تمكينه على النظام المضيف حتى يتم عرضه. ثم يمكن للمستخدم / العميل الوصول إلى النظام المضيف من كمبيوتر آخر باستخدام البرنامج المثبت.
عادة، يجب توصيل كلا النظامين بالإنترنت، ويجب أن يكون عنوان IP لنظام المضيف / الخادم معروفًا. وبالتالي، تكون الإدارة عن بُعد أقل عملية إذا كان المضيف يستخدم مودم اتصال هاتفي، والذي لا يكون متصلًا بالإنترنت بشكل دائم وغالبًا ما يحتوي على IP ديناميكي.

### توصيل
عندما يتصل العميل بالكمبيوتر المضيف، تظهر عادة نافذة تعرض سطح المكتب للمضيف. يمكن للعميل بعد ذلك التحكم في المضيف كما لو كان يجلس أمامه مباشرة.
يحتوي Windows على حزمة إدارة عن بعد مضمنة تسمى Remote Desktop Connection . البديل المجاني عبر الأنظمة الأساسية هو VNC ، والذي يوفر وظائف مماثلة.

## المهام الشائعة التي تستخدم الإدارة عن بعد

### الاغلاق
- إيقاف تشغيل جهاز كمبيوتر آخر أو إعادة تشغيله عبر الشبكة

### الوصول إلى الأجهزة الطرفية
- استخدام جهاز شبكة، مثل الطابعة
- استرداد البيانات المتدفقة، مثل نظام الدوائر التلفزيونية المغلقة
- استخدام الاني دسك

### التعديل
- تحرير إعدادات التسجيل الخاصة بجهاز كمبيوتر آخر
- تعديل خدمات النظام
- تثبيت البرنامج على جهاز آخر
- تعديل المجموعات المنطقية

### المعاينة
- مساعدة الآخرين عن بعد
- الإشراف على استخدام الكمبيوتر أو الإنترنت
- الوصول إلى الأداة الإضافية «إدارة الكمبيوتر» لنظام بعيد

### القرصنة
أحيانًا تفتح أجهزة الكمبيوتر المصابة ببرامج ضارة مثل أحصنة طروادة أبوابًا خلفية لأنظمة الكمبيوتر مما يسمح للمستخدمين الخبثاء باختراق الكمبيوتر والتحكم فيه. قد يقوم هؤلاء المستخدمون بعد ذلك بإضافة أو حذف أو تعديل أو تنفيذ ملفات على الكمبيوتر لأهدافهم الخاصة.

## البرمجيات البارزة

### الوندوز
تأتي إصدارات Windows Server 2003 و2008 وTablet PC Editions وWindows Vista Ultimate و Enterprise و Business مع Microsoft Management Console وWindows Registry Editor والعديد من الأدوات المساعدة لسطر الأوامر التي يمكن استخدامها لإدارة جهاز بعيد. أحد أشكال الإدارة عن بُعد هو برنامج سطح المكتب البعيد، ويتضمن Windows عميل اتصال سطح المكتب البعيد لهذا الغرض.
يأتي نظام التشغيل وينوز اكس بي مزودًا بأدوات إدارة عن بُعد مضمنة تسمى المساعدة عن بُعد وسطح المكتب البعيد، وهي إصدارات مقيدة من Windows Server 2003 Terminal Services مخصصة فقط لمساعدة المستخدمين والإدارة عن بُعد. باستخدام قرصنة / تصحيح بسيط (مشتق من الإصدار التجريبي من وينوز اكس بي)، من الممكن «إلغاء تأمين» XP إلى خادم طرفي كامل الميزات.
يأتي Windows Server 2003 مزودًا بأدوات إدارة عن بُعد مضمنة، بما في ذلك تطبيق ويب وإصدار مبسط من Terminal Services المصممة للإدارة عن بُعد.
يسمح Active Directory والميزات الأخرى الموجودة في مجالات Windows NT الخاصة بـ Microsoft بالإدارة عن بُعد لأجهزة الكمبيوتر الأعضاء في المجال، بما في ذلك تحرير السجل وتعديل خدمات النظام والوصول إلى الأداة الإضافية «إدارة الكمبيوتر» الخاصة بـ Microsoft Management Console.
تؤدي بعض برامج سطح المكتب البعيد التابعة لجهات أخرى نفس الوظيفة.
الفتحة الخلفية، على الرغم من استخدامها بشكل شائع كأداة نصية للأطفال، إلا أنها تدعي أنها أداة إدارة عن بعد وإدارة النظام. ذكر النقاد في السابق أن قدرات البرنامج تتطلب تعريفًا فضفاضًا للغاية لما تنطوي عليه «الإدارة».
تمكّن أدوات إدارة الخادم البعيد لنظام التشغيل Windows 7 مسؤولي تكنولوجيا المعلومات من إدارة الأدوار والميزات المثبتة على أجهزة الكمبيوتر البعيدة التي تعمل بنظام التشغيل Windows Server 2008 R2

### غير الويندوز
يمكن استخدام VNC للإدارة عن بُعد لأجهزة الكمبيوتر، ومع ذلك يتم استخدامه بشكل متزايد كمكافئ للخدمات الطرفية وبروتوكول سطح المكتب البعيد للبيئات متعددة المستخدمين.
تدعم لينكس ويونكس وBSD الإدارة عن بُعد عبر تسجيل الدخول عن بُعد، عادةً عبر SSH (تم إلغاء استخدام بروتوكول Telnet تدريجيًا بسبب مخاوف أمنية). تسمح إعادة توجيه اتصال خادم X ، غالبًا عبر SSH للأمان، باستخدام برامج واجهة المستخدم الرسومية عن بُعد. VNC متاح أيضًا لأنظمة التشغيل هذه.
يوفر Apple Remote Desktop لمستخدمي ماكنتوش إمكانات الإدارة عن بُعد.
NX و Google fork Neatx هي حلول مشاركة سطح مكتب رسومية مجانية لنظام X Window مع عملاء لمنصات مختلفة مثل Linux و Windows و Mac OS X. هناك أيضًا إصدار تجاري محسن متاح من NX Server.

## الإدارة اللاسلكية عن بعد
بدأ ظهور برامج الإدارة عن بُعد مؤخرًا على الأجهزة اللاسلكية مثل بلاك بيري وPocket PC وPalm ، بالإضافة إلى بعض الهواتف المحمولة.
بشكل عام، لا توفر هذه الحلول الوصول الكامل عن بُعد المرئي على برامج مثل VNC أو Terminal Services ، ولكنها تسمح للمسؤولين (مدير النظام)بأداء مجموعة متنوعة من المهام، مثل إعادة تشغيل أجهزة الكمبيوتر، وإعادة تعيين كلمات المرور، وعرض سجلات أحداث النظام، وبالتالي تقليل أو حتى إزالة حاجة مسؤولي النظام لحمل جهاز كمبيوتر محمول أو أن يكونوا في متناول المكتب.
عادةً ما تكون الإدارة اللاسلكية عن بُعد هي الطريقة الوحيدة للحفاظ على الكائنات التي من صنع الإنسان في الفضاء.